# Lisa-Marie Breton-Lebreux
Lisa-Marie Breton-Lebreux (née le 3 août 1977 à Saint-Zacharie dans la province de Québec au Canada) est une joueuse canadienne de hockey sur glace.

## Carrière en club
Breton-Lebreux commence à jouer au hockey à six ans. Elle joue pour l'équipe des Dragons du Collège Laflèche à Trois-Rivières. 

### SIC
Au niveau universitaire, elle évolue pour les Patriotes de l'UQTR, puis par la suite pour les Stingers de Concordia où elle devient la capitaine. Breton-Lebreux fait partie des Stingers qui remportent le Championnat national universitaire canadien durant deux saisons consécutives: en 1998-99 et 1999-2000. Au cours de sa carrière universitaire, elle participe à plus cinq finales du Championnat universitaire canadien et est nommée au tableau d'honneur des étoiles de 2001.

### LNHF
En 2003-2004, elle effectue sa première saison avec l'Axion de Montréal dans la Ligue nationale féminine de hockey. Son club l'Axion représente le Québec au Championnat canadien Esso 2005. De plus l'Axion de Montréal bat en finale le Thunder de Brampton par une marque 1-0 pour remporter la Coupe du Championnat de la ligue nationale féminine de hockey. Breton-Lebreux marque le but gagnant du match de la finale.

### LCHF
En 2007-2008, elle est cofondatrice de la Ligue canadienne de hockey féminin (LCHF) et membre du conseil d'administration de la ligue. Depuis la création de la LCHF, Breton-Lebreux joue pour les Stars de Montréal. Elle participe à cinq conquêtes du championnat de ligue et à trois conquêtes de la Coupe Clarkson (2008-2009), (2010-2011), (2011-2012).  Elle termine la saison 2010-2011 avec 8 buts et 3 passes.  Lors de la saison 2011-2012, elle marque 2 buts et récolte 7 mentions d'assistance en 24 matchs. Elle exerce la fonction de capitaine des Stars depuis 2007.

## Sélection du Québec
À quinze ans, Breton-Lebreux est recrutée par l'équipe du Québec et joue dans le premier championnat national junior du hockey féminin en 1993. L'équipe remporte une médaille d'argent. Breton représente l'équipe du Québec à de nombreux tournois. En 2000, elle joue avec Kim St-Pierre et Nancy Drolet dans l'Équipe Québec au Championnat canadien Esso 2000.

## Carrière au niveau international
Membre de l'équipe nationale canadienne de Roller hockey, elle remporte une médaille d'or aux Championnats mondiaux féminin de Roller hockey en 2006.

## Honneurs et distinctions individuelles

### Au hockey
- Trois fois championne de la Coupe Clarkson (2009, 2011 et 2012 )
- Cinq championnat de la LCHF
- Capitaine des Stars de Montréal depuis 2007
- Championne de la LNHF saison 2005-06;
- Médaillée d'argent du Championnat Canadien en 2006 à Sydney (Nouvelle-Écosse);
- Médaillée de bronze au Championnat Canadien en 2005 à Sarnia (Ontario.)
- Finaliste de la LNHF saison 2004-05;
- Capitaine de l'Axion de Montréal (LNHF, 2004-2006), de l'équipe du Québec senior (2002 et 2003) et de l'Université Concordia (2000 et 2001);
- Athlète féminine de l'année à l'Université Concordia en 2000-01;
- Membre de l'équipe d'étoiles universitaires canadiennes en 2000-2001;
- Élue Athlète féminine de l'année de l'Université Concordia en 1998-99, 1999-2000, 2000-01 et 2001-02;
- Joueuse avec le meilleur esprit sportif au Championnat Canadien Senior Esso en 2002 et 2003 (Équipe du Québec);
- Championne nationale universitaire en 1998-99 et 1999-2000;
- Championne nationale avec l'Équipe Québec en 1999-2000 et 2001-2002.

### Au Roller Hockey
- Médaillée d'Or aux Championnats mondiaux de 2006

## Vie personnelle
Diplômé en éducation physique, Breton occupe un emploi depuis six ans au service des sports de l’Université Concordia à Montréal.